# بانی برنارد
بانی برنارد (تولد: ۱۵ ژانویهٔ ۱۹۴۵ - مرگ: ۴ مارس ۲۰۱۷) یک رمان‌نویس و داستان‌کوتاه‌نویس کانادایی است و در دانشگاه دانشگاه وسترن انتاریو تحصیل کرده‌است.

## آثار
- ۱۹۸۸ داستان کوتاه زنان با نفوذ
- ۱۹۹۴ داستان کوتاه کازینو و داستانهای دیگر
- ۱۹۹۹ یک خانه خوب
- ۲۰۰۹ ناگهان

## جوایز و افتخارات
- ۱۹۸۹ برنده جایزه بهترین کتاب کشورهای مشترک‌المنافع برای مجموعه داستان کوتاه زنان با نفوذ[۳]
- ۱۹۹۴ برنده جایزه کتاب ساسکاچوان برای مجموعه داستان کوتاه کازینو و داستانهای دیگر[۴]
- ۱۹۹۵ برنده جایزه ماریان انگل[۵]
- ۱۹۹۹ برنده جایزه گیلر برای کتاب یک خانه خوب[۶]
- ۲۰۰۰ برنده جایزه مردمی انجمن کتابفروشان کانادا برای کتاب یک خانه خوب[۷]